# Piotr Stoiński (młodszy)
Piotr Stoiński, zwany „młodszym” (znany także jako Pierre Statorius junior, ur. około 1565, zm. 9 maja 1605 w Rakowie) – syn Piotra Stoińskiego, polski działacz reformacyjny, duchowny i teolog braci polskich, jeden z twórców Katechizmu Rakowskiego, pisarz (tworzył głównie w języku polskim).
Niewiele wiadomo o wczesnych latach jego życia. Z pewnością jego ojciec – działacz reformacji – zapewnił mu staranne wykształcenie i Piotr w wyjątkowo młodym wieku 22 lat został duchownym zboru braci polskich w Lusławicach. Tam został najbliższym współpracownikiem i przyjacielem Socyna oraz jego rzecznikiem. Wspólnie przygotowywali tekst przyszłego Katechizmu Rakowskiego, jednak prace przerwała śmierć Socyna w 1603. Stoiński w 1596 wyjechał wraz z ambasadorem polskim w podróż dyplomatyczną do Turcji. Następnie przeniósł się do największego ośrodka ariańskiego w Rakowie, gdzie zyskał dużą sławę.

## Dzieła
- dysputa z Franoviusem w Lusławicach na temat preegzystencji Jezusa przed narodzeniem Maryi (1591)
- dysputa z jezuitą Adrianem Radzimińskim w Lublinie (1592)
- Wyznanie Wiary, Lublin (1593)
- zapis konferencji z Wiszowatym na temat preegzystencji Jezusa przed narodzeniem Maryi (1593)
- dysputa z Janem Petriciusem z 12 grudnia 1592.
- tłumaczenie na język polski Odpowiedzi Wujkowi Socyna (1592)
- obrona dzieła Socyna O naturze i sposobie naszego zbawienia
- Apel do Ministrów Ewangelickich
- Odpowiedź Marcina Smigleciusa Bockowi (1595–1596)
- tłumaczenie na polski Dowodu Socyna
- mowa pożegnalna na pogrzebie Socyna (1604)
- Kazania